# Museo storico della Grande Guerra 1915-1918
Il Museo storico della Grande Guerra 1915-1918 è un museo militare situato a Canove, frazione del comune di Roana, in provincia di Vicenza, che fa parte della rete territoriale Musei Altovicentino.

## Sede
Istituito nel 1972 per volere di appassionati volontari, venne collocato nel 1974 presso la sede attuale, l'ex stazione di Canove di Roana denominata "Vacca mora".

## Percorso espositivo

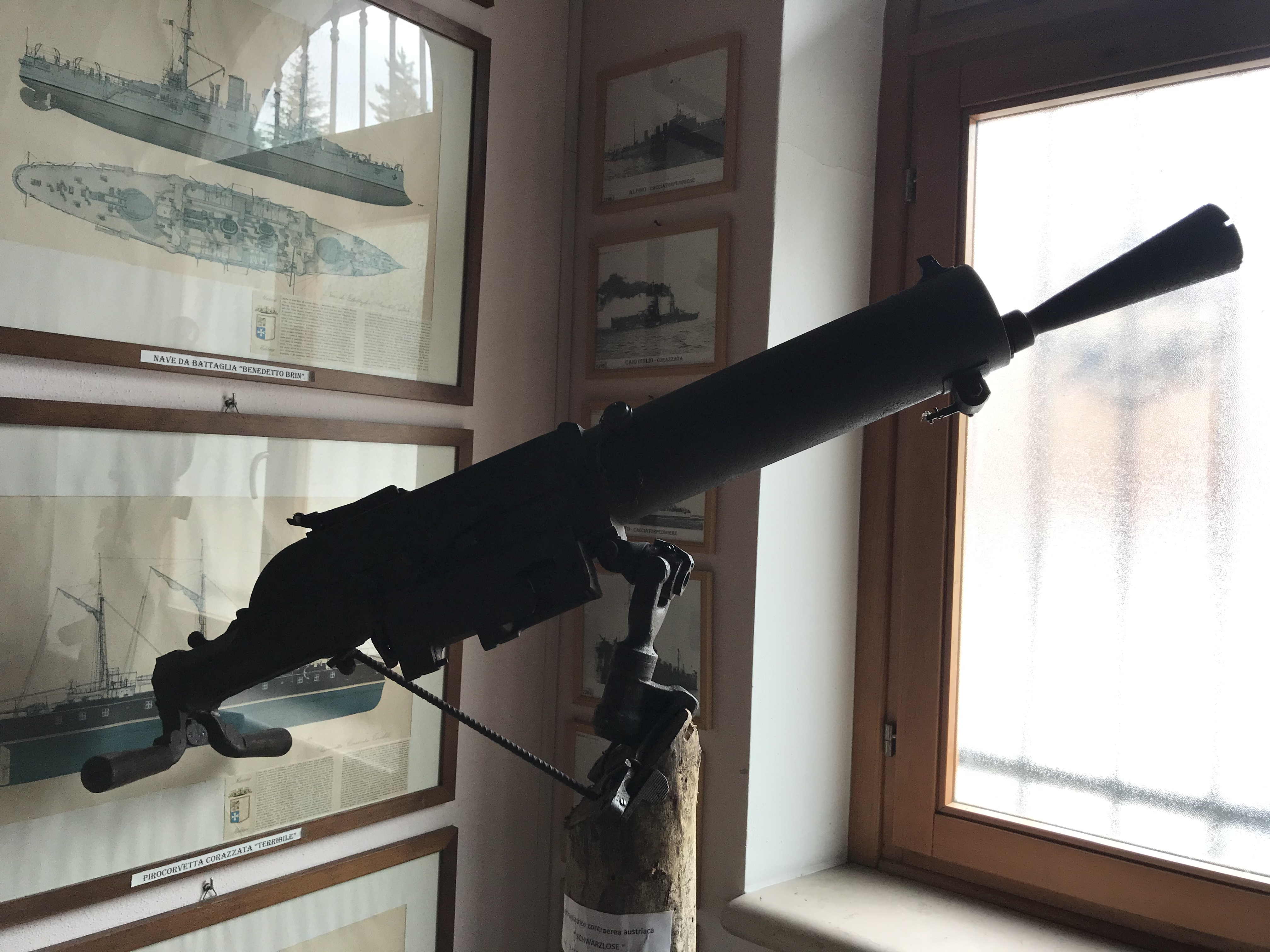
Mitragliatrice contraerea austriaca Schwarzlose.

Il museo raccoglie oltre 10 mila reperti quali effetti personali appartenuti ai soldati come indumenti, decorazioni, attestati e foto dell'epoca, ma anche ritrovamenti bellici tra cui armi, elmetti, mappe originali. Tutti i reperti provengono dai campi di battaglia dell'Altopiano dei Sette Comuni.